# Narcissus Marsh
Pour les articles homonymes, voir Marsh.
Narcissus Marsh, né le 20 décembre 1638 à Hannington, Wiltshire et mort le 2 novembre 1713 à Dublin, est  un évêque anglican anglais. Il est archevêque de Dublin puis archevêque d'Armagh, primat de l'Église d'Irlande. Son nom est associé à la bibliothèque Marsh qu'il a fondée à Dublin et à la traduction de l'Ancien Testament en irlandais. 

## Biographie
Narcissus Marsh naît à Hannington, près de Highworth, dans le Wiltshire, fils de William Marsh, propriétaire et de Grace Colburn. Il commence ses études universitaires à l'âge de 16 ans à Magdalen Hall, à Oxford dont il est diplômé en 1658 (B.A.), puis il bénéficie d'une bourse d'études du Wiltshire au collège d'Exeter d'Oxford, en 1658 et poursuit ses études, obtenant un master (1660) et un doctorat (1671) dans cette université. En 1662, il est ordonné prêtre anglican par l'évêque d'Oxford. 
Il est brièvement chapelain de Seth Ward, évêque d'Exeter, qui lui propose la cure de Swindon qu'il refuse. Il revient à Oxford sans doute en 1664. En 1665, il est chapelain du lord chancelier Edward Hyde, comte de Clarendon. Il est sollicité pour l'édition scientifique de plusieurs ouvrages, notamment Comments on the canons of the Greek Councils, de Théodore Balsamon et Jean Zonaras (1672) et un ouvrage de logique du jésuite Philippe Du Trieu (1679). Il apprend à jouer de la viole de gambe et écrit un Essay touching the sympathy between lute or viol strings (1676). Samuel Fell, vice-chancelier de l'université d'Oxford, le nomme directeur de St Alban Hall, Oxford, en 1673, puis, en 1679, le propose pour le poste de provost de Trinity College à Dublin. 
À Trinity College, Marsh fait construire un nouveau hall et une nouvelle chapelle, et réorganise le fonctionnement de la bibliothèque universitaire. Il encourage l'étude de la langue irlandaise pour les fellows de l'université. Il fait imprimer la traduction en irlandais de l'Ancien Testament établie par Muircheartach Óg Ó Cíonga (en) à la demande de William Bedell (en), dans le but de diffuser la foi réformée en Irlande, dont la majeure partie des habitants ne parlait qu'irlandais. La traduction est publiée à Londres, en 1685. Il contribue à la fondation de la Dublin Philosophical Society, dont il devient vice-président, et publie un essai intitulé Introductory Essay to the Doctrine of Sounds. 
En 1683, il est consacré évêque de Ferns et de Leighlin, mais après l'avènement de Jacques II, il doit s'exiler en Angleterre (1689), et devient vicaire de Gresford, dans le Flintshire, et chanoine de la cathédrale de St Asaph. Après la bataille de la Boyne et la victoire protestante en 1690, il regagne l'Irlande et est nommé archevêque de Cashel en février 1691. En 1694, il est nommé archevêque de Dublin où il est intronisé le 26 mai. C'est à cette époque qu'il fonde la bibliothèque Marsh. Puis il est nommé archevêque d'Armagh et primat d'Irlande en 1703. 
Entre 1699 et 1711, il est six fois Lord Justice d'Irlande, c'est-à-dire gouverneur en l'absence du Lord lieutenant et il siège à la chambre des lords, où il est membre du comité des affaires religieuses. Dans ce cadre, il participe aux mesures de 1697 de restrictions prises à l'égard du clergé catholique et aux mariages interreligieux. Il se montre opposé aux termes du traité de Limerick, qu'il estime trop favorables aux rebelles. Il s'en prend également aux non-conformistes protestants. Il est cependant très tolérant à l'égard des réfugiés huguenots français, auxquels il donne l'autorisation de célébrer leur culte dans une chapelle de la cathédrale Saint-Patrick, sous réserve qu'ils appliquent la discipline de l'église anglicane, tout en tolérant à certains égards certains points de leur propre discipline. 
Il meurt le 2 novembre 1713 et est inhumé dans la cathédrale Saint-Patrick de Dublin. Son oraison funèbre est prononcée par son successeur à Dublin, William King. Alors que plusieurs de ses contemporains donnent une image favorable de lui, Jonathan Swift, quant à lui, lui dénie toute grandeur dans un écrit de 1710, notamment en raison de points de vue opposés des deux hommes sur la place des laïcs dans le comité de direction de la bibliothèque Marsh.

## La bibliothèque Marsh

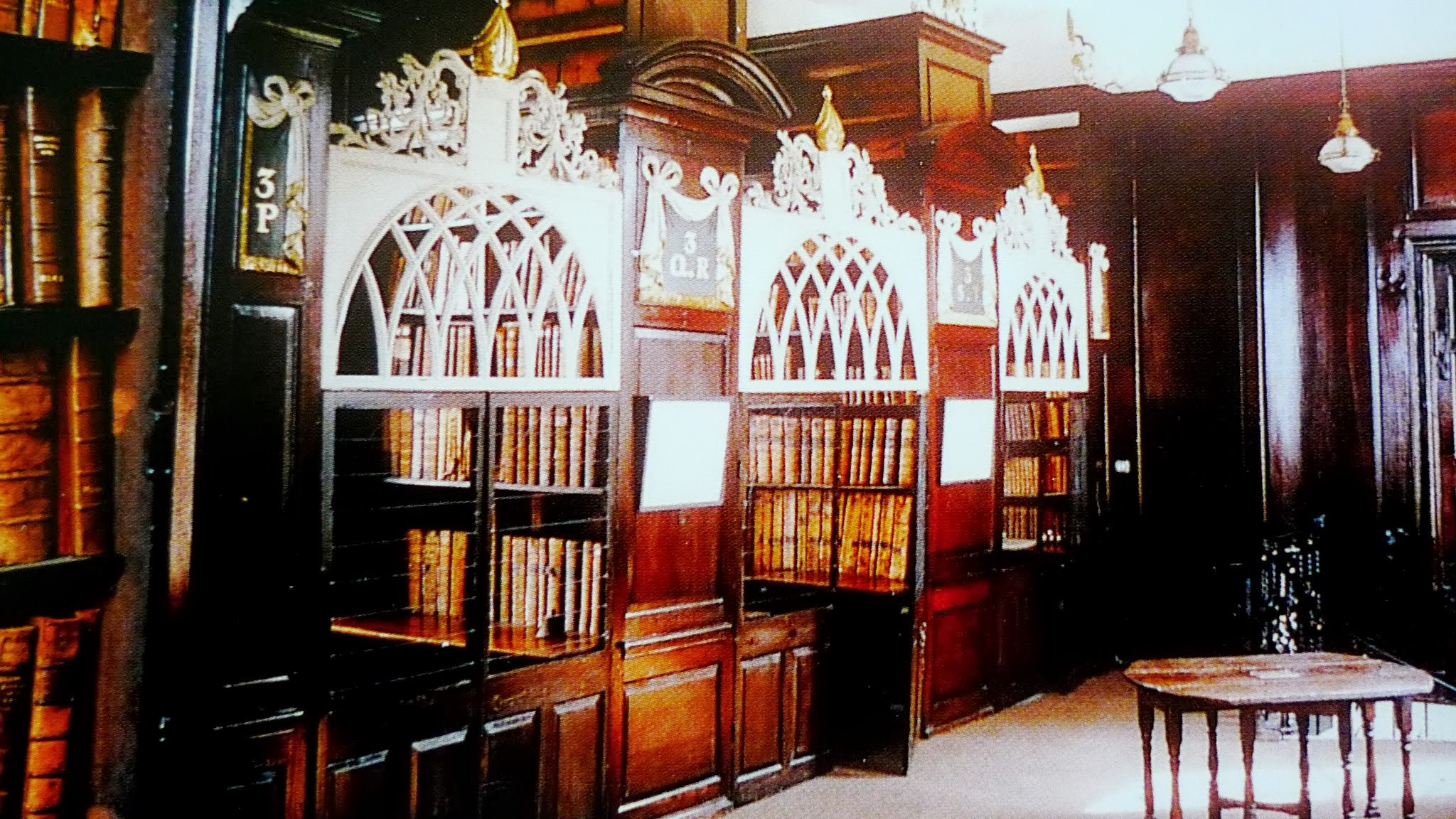
Intérieur de la bibliothèque

Alors qu'il est provost de Trinity College, il se montre déjà favorable à la création d'une bibliothèque publique, destinée aux usagers qui n'ont pas accès à la bibliothèque universitaire du collège. . Le projet devient possible lorsqu'il est nommé archevêque de Dublin. La réalisation est confiée à l'architecte William Robinson, dans un style inspiré par la bibliothèque Bodléienne. Le fonds est constitué de quatre collections : celle de Marsh qui donne ses ouvrages en arabe, syriaque, hébreu ou russe et la collection d'Edward Stillingfleet qu'il a achetée en 1705 pour 2 500 £, la collection donnée par Élie Bouhéreau, premier bibliothécaire, et celle de John Sterne (en), évêque anglican de Clogher.